# Vogtland Arena
Vogtland Arena – ośrodek sportów zimowych, zlokalizowany w niemieckiej miejscowości Klingenthal (Saksonia), na północnym zboczu góry Schwarzberg (802 m n.p.m.) w Vogtlandzie, od którego kompleks wziął swą nazwę. W jego skład wchodzi duża skocznia narciarska o punkcie konstrukcyjnym K125 i rozmiarze HS 140 nazywana Schwarzbergschanze (pol. "Skocznia na Czarnej Górze"). Obiekt wyposażony jest w igelit, sztuczne oświetlenie i trybuny na 30 000 miejsc. Zamiast tradycyjnego wyciągu krzesełkowego posiada kolejkę szynową.

## Historia
Po raz pierwszy idea budowy skoczni narciarskiej na północnym zboczu Schwarzbergu pojawiła się w latach 30. XX wieku, gdy Klingenthal ubiegało się o przyznanie mu prawa organizacji Zimowych Igrzysk Olimpijskich w 1936 roku. W 1932 Howard Willie Meisel zaprojektował obiekt pod nazwą "Böllerschanze" o punkcie konstrukcyjnym K150, który byłby zdecydowanie największą skocznią narciarską globu, bowiem rekord świata wynosił wówczas 82 metry. Plany pozostały jedynie na papierze, ponieważ organizatorem ZIO 1936 wybrano Garmisch-Partenkirchen.
Do pomysłu utworzenia obiektów narciarskich w tym miejscu powrócono na początku XXI wieku, wcześniej bowiem skocznie narciarskie w okolicach Klingenthal funkcjonowały w Dolinie Steinbach, na wzgórzu Aschberg (Curt A. Seydel-Schanze i Aschbergschanze) oraz w Mühlleithen (Vogtlandschanzen). Budowę ośrodka rozpoczęto w październiku 2003, a zakończono w grudniu 2005 roku. Oficjalne otwarcie miało miejsce 27 sierpnia 2006 podczas zawodów Letniego Grand Prix w kombinacji norweskiej 2006, jednak już w lutym 2006 zorganizowano tutaj mistrzostwa Czech w skokach narciarskich.
Od 2006 na tym obiekcie odbywają się konkursy Letniego Grand Prix (po raz pierwszy 30 września 2006), a od 2007 również Pucharu Świata (7 lutego 2007 na Vogtland Arenie przeprowadzono zmagania Pucharu Świata w zastępstwie odwołanych konkursów w Harrachovie). W latach 2009–2013 rozgrywano konkursy PŚ w ramach FIS Team Tour, a w latach 2013–2015 inaugurowano tu sezon zimowy w skokach narciarskich.

## Parametry skoczni

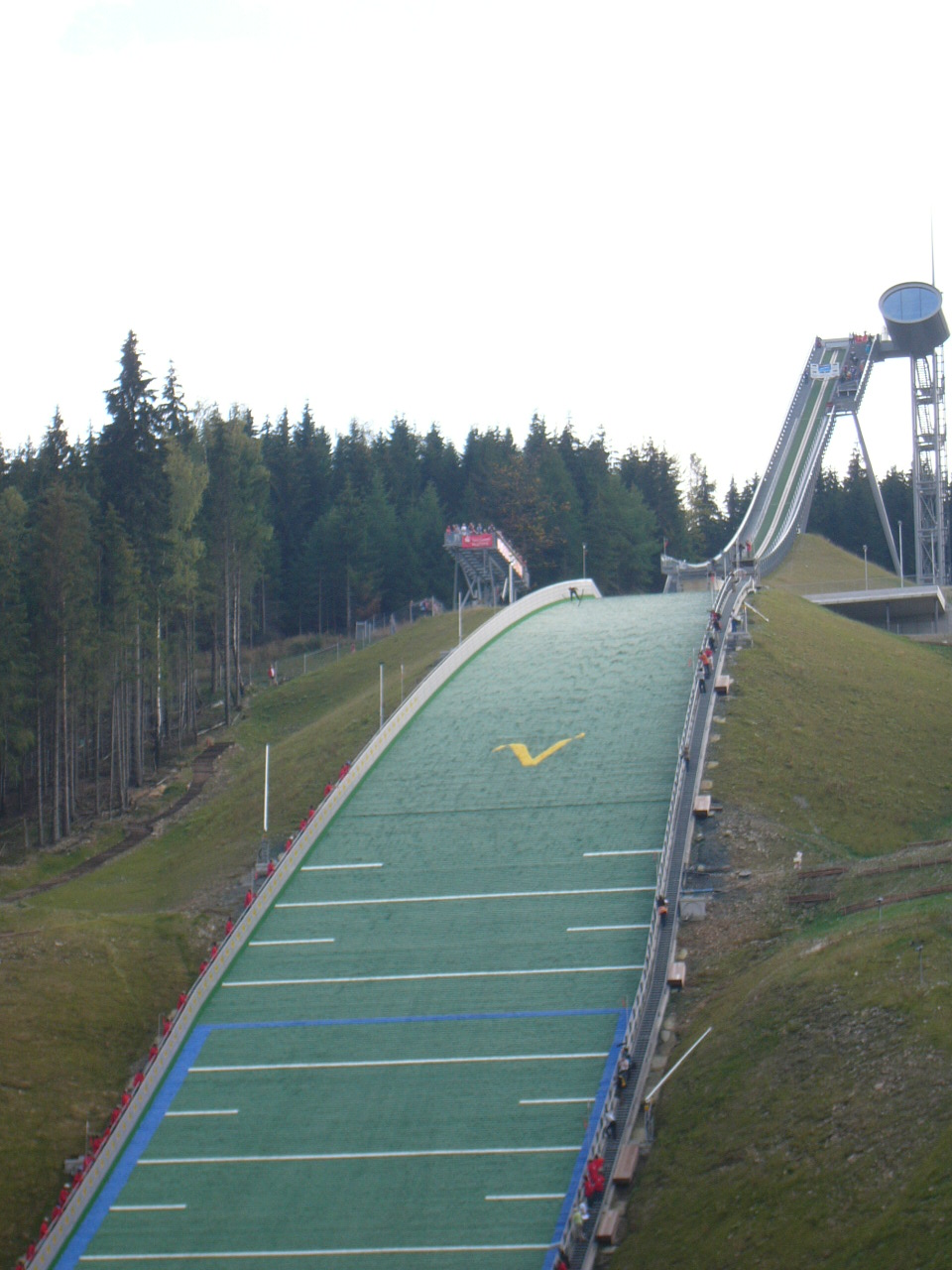
Skocznia latem

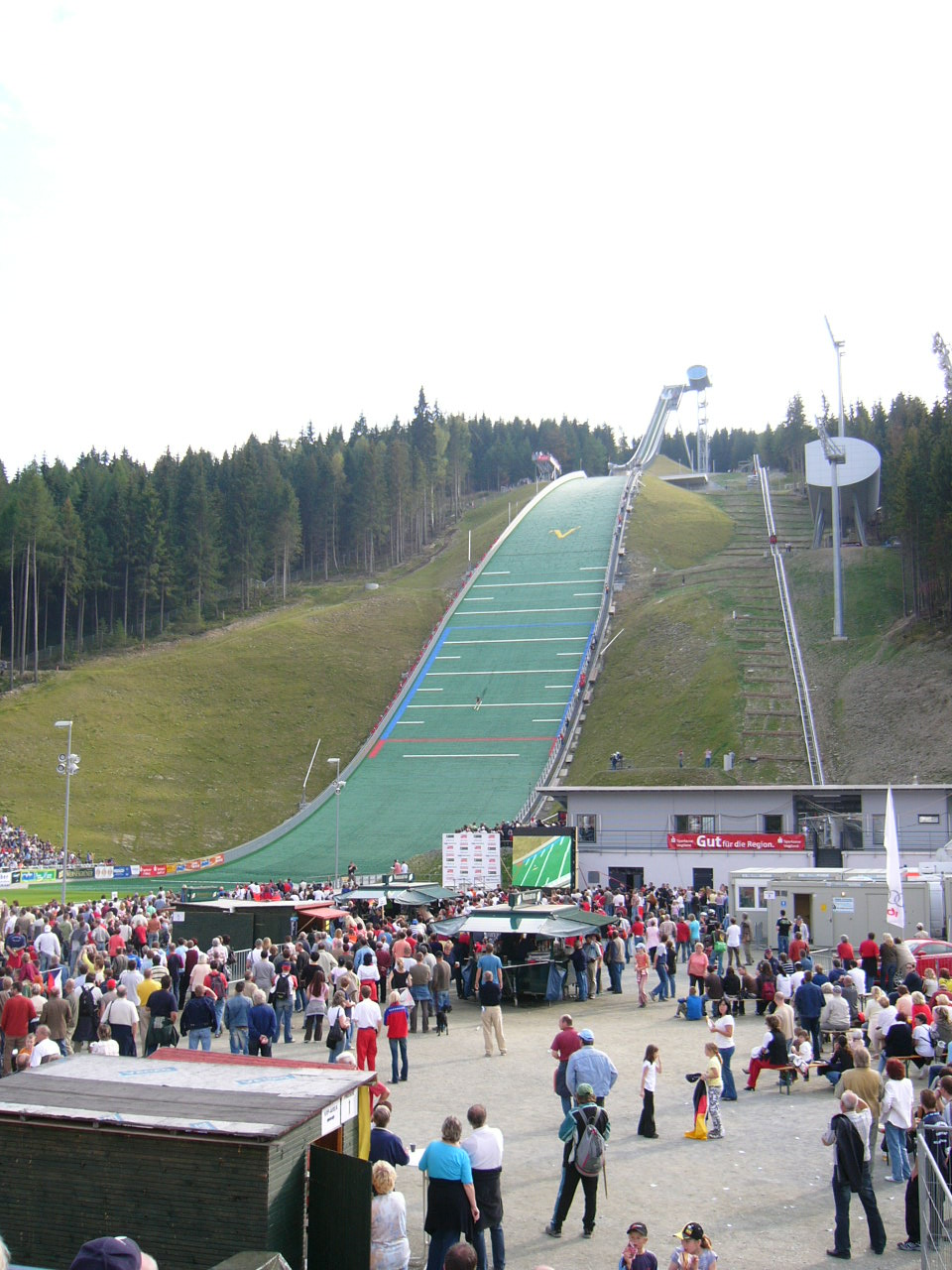
Skocznia latem

- Punkt konstrukcyjny: 125 m
- Wielkość skoczni (HS): 140 m
- Długość rozbiegu: 97,5 m
- Nachylenie rozbiegu: 35°
- Długość progu: 6,8 m
- Nachylenie progu: 11°
- Wysokość progu: 3,25 m
- Nachylenie zeskoku: 34,5°
- Wysokość wieży: 30,27 m

## Rekordziści skoczni
| Rekordy zimowe | Rekordy zimowe | Rekordy zimowe | Rekordy zimowe        | Rekordy zimowe | Rekordy zimowe               | Rekordy zimowe                     |
| Lp.            | Dzień          | Rok            | Zawodnik              | Odległość      | Zawody                       | Uwagi                              |
| -------------- | -------------- | -------------- | --------------------- | -------------- | ---------------------------- | ---------------------------------- |
| 1.             | 21 grudnia     | 2005           | Björn Kircheisen      | 128,0 m        |                              | rekord nieoficjalny, pierwszy skok |
| 2.             | 26 lutego      | 2006           | Jan Matura            | 143,0 m        | Mistrzostwa Czech            | rekord nieoficjalny                |
| 3.             | 3 marca        | 2006           | Siergiej Maslennikow  | 144,0 m        | PŚ B w kombinacji norweskiej |                                    |
| 4.             | 5 marca        | 2006           | Taihei Katō           | 147,0 m        | PŚ B w kombinacji norweskiej | z upadkiem                         |
| 5.             | 6 lutego       | 2007           | Arthur Pauli          | 138,0 m        | Puchar Świata                | kwalifikacje                       |
| 6.             | 6 lutego       | 2007           | Adam Małysz           | 139,5 m        | Puchar Świata                | kwalifikacje                       |
| 7.             | 7 lutego       | 2007           | Antonín Hájek         | 140,0 m        | Puchar Świata                | anulowana seria                    |
| 8.             | 7 lutego       | 2007           | Gregor Schlierenzauer | 142,5 m        | Puchar Świata                |                                    |
| 9.             | 15 lutego      | 2009           | David Zauner          | 148,0 m        | PŚ w kombinacji norweskiej   | z upadkiem                         |
| 10.            | 15 lutego      | 2009           | Anssi Koivuranta      | 148,5 m        | PŚ w kombinacji norweskiej   | z upadkiem                         |
| 11.            | 1 lutego       | 2011           | Gregor Schlierenzauer | 143,5 m        | Puchar Świata                |                                    |
| 12.            | 1 lutego       | 2011           | Simon Ammann          | 145,0 m        | Puchar Świata                | trening                            |
| 13.            | 2 lutego       | 2011           | Michael Uhrmann       | 146,5 m        | Puchar Świata                |                                    |
| 14.            | 21 listopada   | 2014           | Phillip Sjøen         | 148,0 m        | Puchar Świata                | trening, z upadkiem                |
| 15.            | 24 lutego      | 2018           | Marius Lindvik        | 149,5 m        | Puchar Kontynentalny         | trening                            |
| 16.            | 10 grudnia     | 2023           | Andreas Wellinger     | 146,5 m        | Puchar Świata                | wyrównanie rekordu                 |
| 17.            | 10 grudnia     | 2023           | Gregor Deschwanden    | 146,5 m        | Puchar Świata                | wyrównanie rekordu                 |

| Rekordy letnie | Rekordy letnie | Rekordy letnie | Rekordy letnie        | Rekordy letnie | Rekordy letnie       | Rekordy letnie |
| Lp.            | Dzień          | Rok            | Zawodnik              | Odległość      | Zawody               | Uwagi          |
| -------------- | -------------- | -------------- | --------------------- | -------------- | -------------------- | -------------- |
| 1.             | 30 września    | 2006           | Tami Kiuru            | 139,0 m        | Letnie Grand Prix    |                |
| 2.             | 5 października | 2007           | Andreas Kofler        | 142,0 m        | Letnie Grand Prix    | trening        |
| 3.             | 5 października | 2007           | Gregor Schlierenzauer | 146,0 m        | Letnie Grand Prix    | trening        |
| 4.             | 6 października | 2007           | Pawieł Karielin       | 140,5 m        | Letnie Grand Prix    |                |
| 5.             | 6 października | 2007           | Gregor Schlierenzauer | 143,5 m        | Letnie Grand Prix    |                |
| 6.             | 2 października | 2009           | Harri Olli            | 146,0 m        | Letnie Grand Prix    | trening        |
| 7.             | 3 października | 2010           | Kamil Stoch           | 143,5 m        | Letnie Grand Prix    |                |
| 8.             | 23 września    | 2011           | Vegard Haukø Sklett   | 147,0 m        | Puchar Kontynentalny |                |
| 9.             | 2 października | 2016           | Maciej Kot            | 143,5 m        | Letnie Grand Prix    |                |
| 10.            | 2 października | 2018           | Daniel-André Tande    | 146.5 m        | Letnie Grand Prix    | trening        |
| 11.            | 2 października | 2018           | Stephan Leyhe         | 145,5 m        | Letnie Grand Prix    | trening        |
| 12.            | 2 października | 2018           | Andreas Stjernen      | 145,0 m        | Letnie Grand Prix    | trening        |
| 13.            | 2 października | 2018           | Daniel Huber          | 143,5 m        | Letnie Grand Prix    | trening        |
| 14.            | 2 października | 2018           | Stephan Leyhe         | 145,5 m        | Letnie Grand Prix    | kwalifikacje   |
| 15.            | 5 października | 2019           | Marius Lindvik        | 148,0 m        | Letnie Grand Prix    |                |